# Калин Каракехайов
Калин Здравков Каракехайов е български шахматист, международен майстор от 2006 г. Състезател е на ШК Лукойл-Нефтохимик. Преди това се състезава за ШК Хемус София.
През 2002 г. участва на световното първенство за момчета до 16 години в Гърция. От изиграни девет партии, Каракехайов постига 2,5 т. или с 0,5 т. по-малко от втория представител на България – Иван Иванов.
Вицешампион е на България при момчетата до 18 години от Плевен (2003).Същата година участва на европейското първенство за момчета до 18 години в Будва, където постига реултат 5,5/9 т.
През 2005 г. завършва на второ място в откритото първенство на България. Същата година участва в приятелския мач България-Турция, проведен в Свиленград. Състезава се на пета дъска и спечелва двете си партии срещу Есен Барис.
През 2009 г. участва в отборното първенство на Турция. Състезава се на втора дъска за отбора на Бурса. Постига индивидуален резултат от 10/15 т., който му гарантира гросмайсторска норма.
Известно време се изявява като треньор и открива шах академия, която към 2009 година приключва дейността си. Каракехайов продължава да се занимава с оптимизация за търсачки.

## Турнирни резултати
- 2004 – Стара Загора (2 м. на Мемориал Васил Калчев)[8]
- 2004 – София (1-2 м. с Веселин Драгиев на Мемориал Бахаров)[9]
- 2005 – Асеновград (3 м. зад Красимир Русев и Нанко Добрев)[10]
- 2008 – Тетевен (1 м. на опен Тетевен)[11]